# Guanhaiwei (köpinghuvudort i Kina, Zhejiang Sheng, lat 30,17, long 121,40)
Guanhaiwei är en köpinghuvudort i Kina. Den ligger i provinsen Zhejiang, i den östra delen av landet, omkring 120 kilometer öster om provinshuvudstaden Hangzhou. Antalet invånare är 152 249. Befolkningen består av 75 616 kvinnor och 76 633 män. Barn under 15 år utgör 10,0 %, vuxna 15-64 år 79 %, och äldre över 65 år 10,0 %.
Runt Guanhaiwei är det mycket tätbefolkat, med 3 623 invånare per kvadratkilometer. Guanhaiwei är det största samhället i trakten. Trakten runt Guanhaiwei består till största delen av jordbruksmark.
Genomsnittlig årsnederbörd är 1 778 millimeter. Den regnigaste månaden är juni, med i genomsnitt 285 mm nederbörd, och den torraste är januari, med 60 mm nederbörd.